# Otto Liebmann

Otto Liebmann

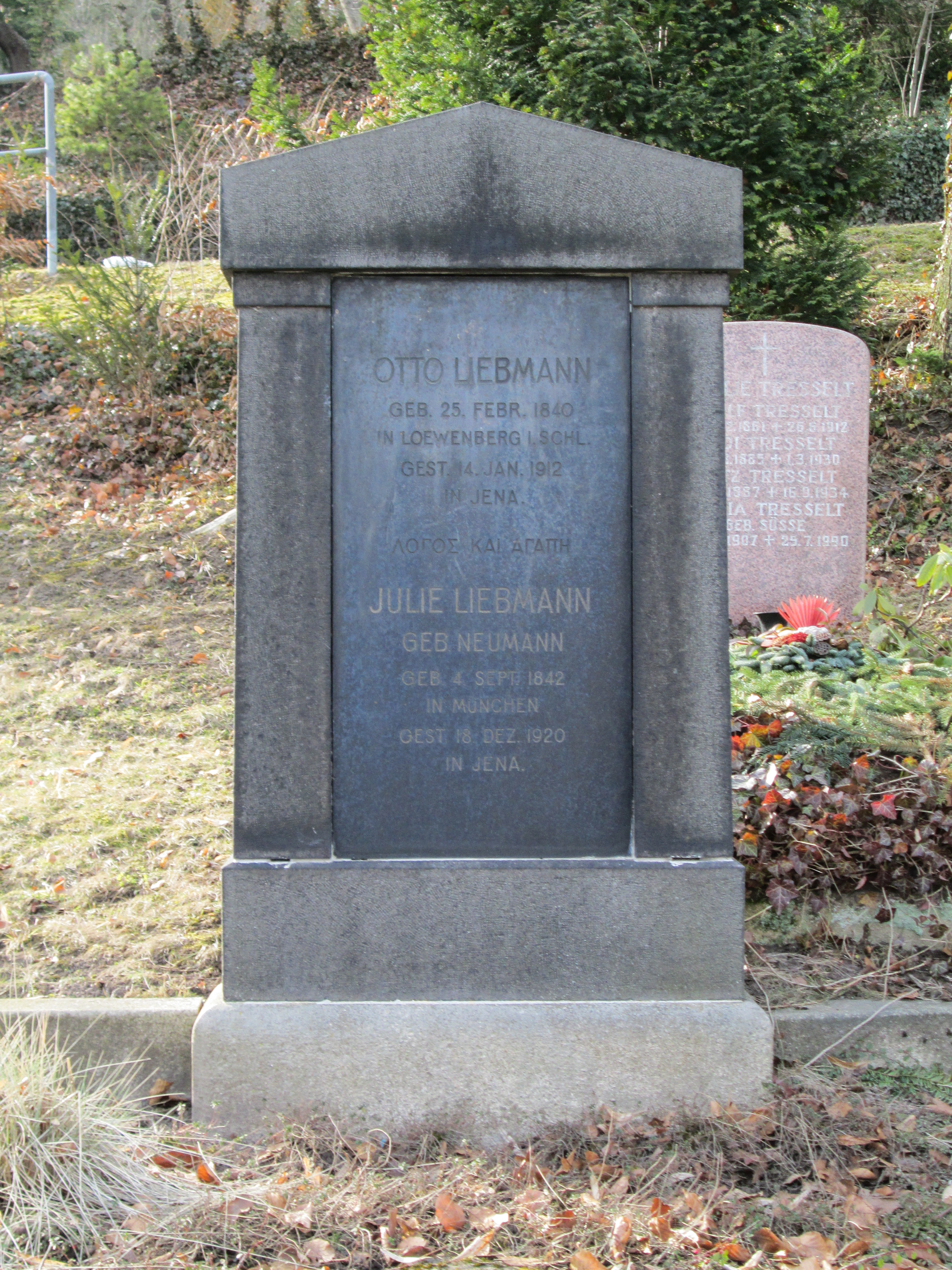
Grabstein

Otto Liebmann, eigentlich Friedrich Ernst Otto Liebmann, (* 25. Februar 1840 in Löwenberg, Schlesien; † 14. Januar 1912 in Jena) war ein deutscher Philosoph.

## Leben
Otto wurde als Sohn des Politikers Wilhelm Otto Liebmann und dessen Frau Bertha Rosalie Wach (1817–1848) geboren. Er besuchte die Schule in Berlin, die Landesschule Pforta und die Schule Halle (Saale). Seine Studien absolvierte er ab 1859 an der Universität Jena, an der Universität Leipzig und an der Universität Halle-Wittenberg. Während seines Studiums wurde er 1859 Mitglied der Burschenschaft Teutonia Jena. 1864 wurde er in Halle mit der Abhandlung De Philosophandi Methodo Commentatio Germanice et Latine conscripta zum Doktor der Philosophie promoviert und habilitierte sich 1866 an der Universität Tübingen. 1870/71 nahm er als Freiwilliger am Deutsch-Französischen Krieg teil. Für seine militärischen Aktivitäten erhielt er die Kriegsgedenkmünze und verarbeitete seine Erlebnisse jener Zeit literarisch.
Ins Zivilleben zurückgekehrt war er ab 1872 außerordentlicher Professor und wurde 1878 ordentlicher Professor der Philosophie an der Kaiser-Wilhelms-Universität Straßburg. Im Wintersemester 1882/83 wechselte er in gleicher Eigenschaft an die Universität Jena und wurde dort Direktor des philosophischen Privatseminars. In Jena war er im Wintersemester 1889 Rektor der Salana, wurde zum geheimen Hofrat von Sachsen-Weimar-Eisenach ernannt und verfasste eine Anzahl von Artikeln in der Allgemeinen Deutschen Biographie. Zudem war er Kommandeur des Sachsen-herzoglichen Ordens vom weißen Falken und Ritter erster Klasse des Herzoglich Sachsen Ernestischen Hausordens.
Liebmann gehörte zu den Begründern des Neukantianismus. In Kant und die Epigonen verteidigte er die Philosophie Kants gegen dessen Nachfolger; insbesondere setzt er sich kritisch mit Johann Gottlieb Fichte, Friedrich Wilhelm Joseph Schelling, Georg Wilhelm Friedrich Hegel, Jakob Friedrich Fries, Johann Friedrich Herbart und Arthur Schopenhauer auseinander.
Aus seiner 1871 in München geschlossenen Ehe mit Julie Christine Neumann (* 4. September 1842 in München; † 18. Dezember 1920 in Jena), der Tochter des Orientalisten Karl Friedrich Neumann, stammt der Mathematiker Heinrich Liebmann. und die Tochter Hedwig Liebmann (1872–1941), die mit dem Orientalisten Karl Vollers verheiratet war. Liebmann wurde auf dem Nordfriedhof (Jena) beigesetzt.

## Werke (Auswahl)
- Kant und die Epigonen Canstadt 1865; Berlin 1912; Erlangen 1991
- Über den individuellen Beweis für die Freiheit des Willen Stuttgart 1866
- Über den objektiven Anblick Wiesbaden 1869
- Vier Monate vor Paris 1870–1871. Belagerungstagebuch eines Campagnen-Freiwilligen im K. Pr. Garde-Füsilier-Regiment. Stuttgart 1871; München 1896
- Zur Analysis der Wirklichkeit Strassburg 1876, Strassburg 1880 (Online); Straßburg 1900; Straßburg 1911;
- Gedanken und Tatsachen. Straßburg 1882–1904, 2. Bde. (1. Bd. Online;) u.ö.
- Über philosophische Tradition. Straßburg 1883
- Die Klimax der Theorien. Straßburg 1884; Straßburg 1914; Hildesheim 2001
- Psychologische Aphorismen. Leipzig 1892
- Weltwanderung. Stuttgart 1899 (Gedichte)
- Immanuel Kant Straßburg 1904; Prag 1944
- In Schillers Garten. Berlin 1905